# 8800 Brophy
8800 Brophy este un asteroid din centura principală de asteroizi.

## Descriere
8800 Brophy este un asteroid din centura principală de asteroizi. A fost descoperit pe 2 martie 1981 la Siding Spring de Schelte J. Bus. Asteroidul prezintă o orbită caracterizată de o semiaxă mare de 3,16 ua, o excentricitate de 0,16 și o înclinație de 4,2° în raport cu ecliptica.